# Aire urbaine de Ribérac
L'aire urbaine de Ribérac était une aire urbaine française constituée autour de la ville de Ribérac, en Dordogne.
En 2020, l'Insee définit un nouveau zonage d'étude : les aires d'attraction des villes. L'aire d'attraction de Ribérac remplace désormais son aire urbaine, avec un périmètre bien plus étendu.

## Caractéristiques
L'aire urbaine de Ribérac était composée de trois communes, situées en Dordogne.
Son pôle urbain était l'unité urbaine de Ribérac, formée des trois mêmes communes.

### Communes
Selon la délimitation de 2010, les communes appartenant à l'aire urbaine de Ribérac étaient Ribérac, Saint-Martin-de-Ribérac et Villetoureix.

## Évolution démographique
L'évolution démographique concerne l'aire urbaine selon le périmètre défini en 2010.
| 1968  | 1975  | 1982  | 1990  | 1999  | 2007  | 2012  | 2017  |
| ----- | ----- | ----- | ----- | ----- | ----- | ----- | ----- |
| 5 111 | 5 323 | 5 176 | 5 504 | 5 416 | 5 658 | 5 607 | 5 483 |